# 煎锅湖
煎锅湖是世界上最大的温泉，位于新西兰北島怀芒古火山谷。